# Reprezentacja Australii na Mistrzostwach Świata w Narciarstwie Alpejskim 2011
Australia na Mistrzostwach Świata w Narciarstwie Alpejskim 2011 w Garmisch-Partenkirchen reprezentowało czterech sportowców (2 mężczyzn, 2 kobiety). Nie zdobyli oni żadnego medalu.

## Reprezentanci
Mężczyźni
Mike Rishwoth
- Slalom gigant - nie ukończył
- Slalom - 35. miejsce

Hugh Stevens
- Slalom gigant - nie ukończył

Kobiety
Lavinia Chrystal
- Slalom gigant - nie ukończyła
- Slalom - 51. miejsce

Elizabeth Pilat
- Slalom gigant - nie ukończyła
- Slalom - 46. miejsce